# Powiat dąbrowski (Galicja)
Powiat dąbrowski – dawny powiat kraju koronnego Królestwo Galicji i Lodomerii, istniejący w latach 1867–1918.
Siedzibą c.k. starostwa była Dąbrowa. Powierzchnia powiatu w 1879 roku wynosiła 6,1977 mil kw. (356,62 km²), a ludność 56 500 osób. Powiat liczył 103 osady, zorganizowanych w 97 gmin katastralnych.
Na terenie powiatu działał 1 sąd powiatowy – w Dąbrowie.

## Starostowie powiatu
- Piotr Cassina (1870–1871)
- vacat (1879–1882)
- Bogusław Kieszkowski (ok. 1888–1890)[1][2]

## Zastępcy starosty
- Emil Schutt (1888[3])

## Komisarze rządowi
- Jan Ruczka (1870-1871)
- Zygmunt Brochwicz-Rogoyski (1879-1882, zastępował również starostę)
- Bolesław Szczerbiński (1890)